# How Long Will I Love You?
«How Long Will I Love You?» es una canción de la banda escocesa de rock The Waterboys, lanzada como primer sencillo de su quinto álbum de estudio, Room to Roam (1990); y escrita por Mike Scott. La canción fue versionada por la cantante británica Ellie Goulding y lanzada en 2013 como el segundo sencillo de la reedición de su segundo álbum de estudio, Halcyon, titulada Halcyon Days. También formó parte de la banda sonora original de la película About Time, versionada por Jon Boden, Sam Sweeney y Ben Coleman.

## Lista de canciones
- Sencillo de 12" para Reino Unido y edición en CD para Alemania

1. «How Long Will I Love You?» – 2:49
2. «When Will We Be Married?» – 2:57
  - Interpretada por Mike Scott y Steve Wickham. Producida por Mike Scott y John Dunford.
3. «Come Live with Me» – 7:23
  - Compuesta por Felice y Boudleaux Bryant. Producida por Mike Scott.

- Sencillo de 7" para Francia y Alemania

1. «How Long Will I Love You?» – 2:49
2. «Come Live with Me» – 7:23
  - Compuesta por Felice y Boudleaux Bryant. Producida por Mike Scott.

## Posiciones más altas en listas
| Lista (1990)   | Posiciones más altas en listas |
| -------------- | ------------------------------ |
| Irlanda (IRMA) | 28                             |

## Versión de Ellie Goulding
«How Long Will I Love You» fue versionada por la cantante británica Ellie Goulding para Halcyon Days (2013), la reedición de su segundo álbum de estudio, Halcyon (2012). La canción fue lanzada como segundo sencillo de la reedición el 10 de noviembre de 2013, siendo utilizada además como la canción oficial de la campaña de la BBC Children in Need 2013. También formó parte de la banda sonora de la película de 2013 About Time, de Richard Curtis.
Goulding interpretó «How Long Will I Love You» en directo en el BBC Children in Need Appeal Show en BBC One el 15 de noviembre de 2013.